# Italiens præsidenter
Italiens præsidenter er en liste over personer, der har besat embedet som Præsident for den Italienske Republik, siden Italien blev en republik i 1946, hvor en folkeafstemning afskaffede monarkiet:
- Enrico De Nicola (1946-48)
- Luigi Einaudi (1948-55)
- Giovanni Gronchi (1955-62)
- Antonio Segni (1962-64)
- Giuseppe Saragat (1964-71)
- Giovanni Leone (1971-78)
- Alessandro Pertini (1978-85)
- Francesco Cossiga (1985-92)
- Oscar Luigi Scalfaro (1992-1999)
- Carlo Azeglio Ciampi (1999-2006)
- Giorgio Napolitano (2006–2015)
- Sergio Mattarella (2015-)

## Andet
- Italienske præsidenter er valgt for syv år. Genvalg kan ske.
- Quirinalpaladset er præsidentens officielle residens.
- Efter sin embedstid bliver præsidenten automatisk livsvarigt medlem af det italienske senat.